# Sri Lanka Monitoring Mission

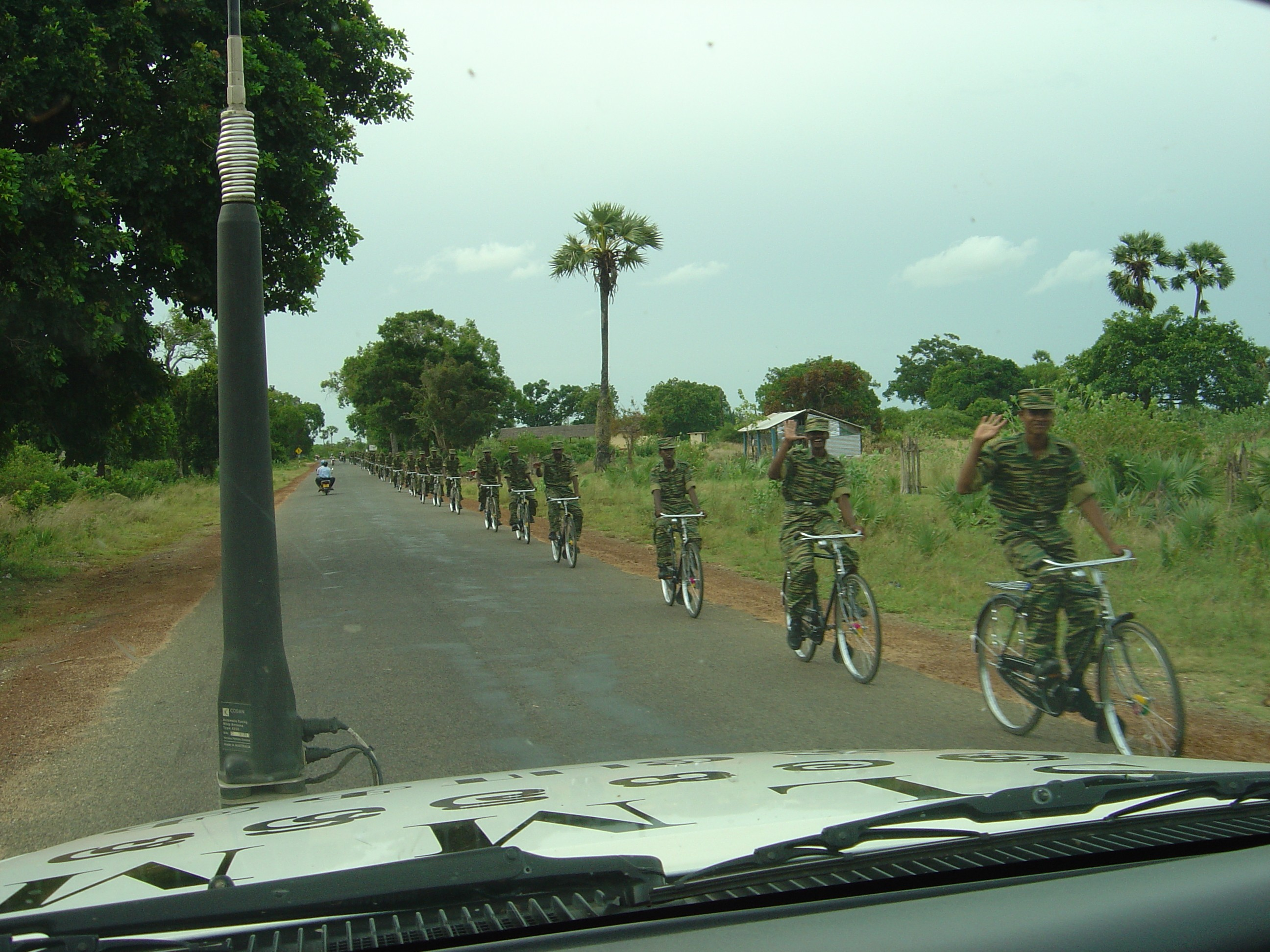
Bild tagen på LTTE-trupper från ett SLMM-fordon.

Sri Lanka Monitoring Mission (SLMM) var en obeväpnad observatörsgrupp som hade till uppgift att övervaka den vapenvila som ingåtts mellan Sri Lankas regering och rebellrörelsen LTTE och som trädde i kraft 2002. SLMM:s fältopperationer upphörde officiellt den 16 januari 2008 i och med att vapenvilan bröts av regeringen. Styrkan bestod av monitorer från Norge, Sverige, Danmark, Island och Finland. Den leddes under en period av den svenske översten Ulf Henricsson.

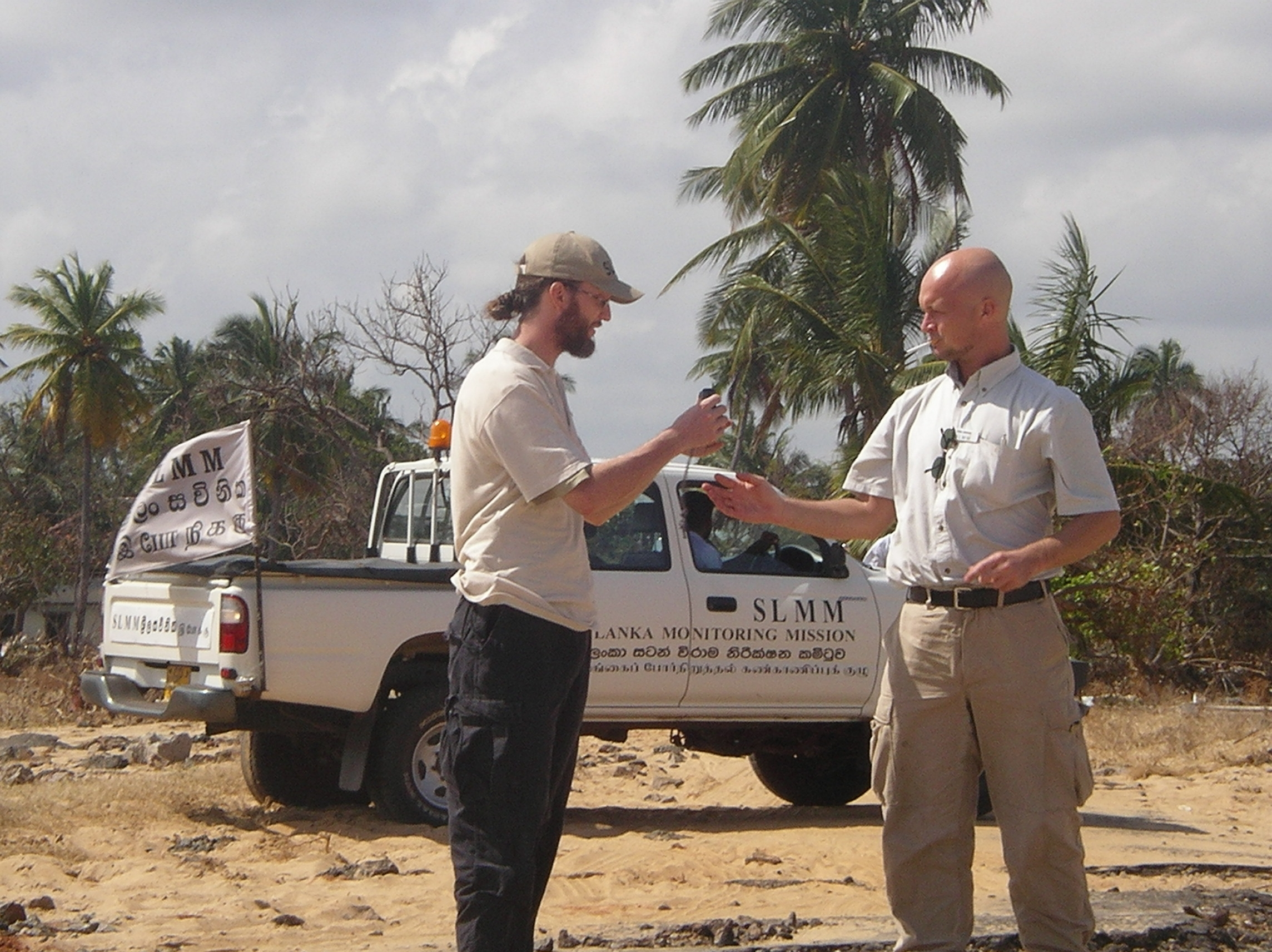
En av SLMM:s bilar i byn Mullaitivu.

Operationen hade till uppgift att registrera och inhämta information om överträdelser mot avtalet om vapenvilan.
SLMM hade sitt högkvarter i Sri Lankas huvudstad Colombo och hade inledningsvis sex distriktskontor i landets norra och östra delar; i Mannar, Jaffna, Trincomalee, Batticaloa, Ampara och Vavuniya. Observatörsstyrkan hade även ett förbindelsekontor vid LTTE:s huvudkontor i Kilinochchi.
I takt med att oroligheterna ökade under slutet av 2005 och 2006 fick SLMM allt svårare att utföra sin tjänst på ett meningsfullt sätt. I augusti 2006 drog EU-länderna Sverige, Danmark och Finland tillbaka sina monitorer från SLMM. Anledningen till detta var att LTTE, de tamilska tigrarna, hade sagt att endast monitorer från icke EU-länder fick ingå i SLMM. Detta sedan EU fattat beslut om att terroriststämpla LTTE. Tack vare detta kom SLMM bara att ha omkring 30 monitorer på plats; 20 norrmän och 10 islänningar. Efter en längre tids upptrappning av striderna mellan LTTE och regeringen upphävde regeringen avtalet om vapenvila den 16 januari 2008 vilket avslutade SLMM:s uppdrag. De sista monitorerna från SLMM lämnade Sri Lanka i februari 2008.